# Lara Magoni
Lara Magoni (ur. 29 stycznia 1969 w Alzano Lombardo) – włoska narciarka alpejska, wicemistrzyni świata, a także działaczka sportowa i polityk, parlamentarzystka krajowa, posłanka do Parlamentu Europejskiego X kadencji.

## Życiorys
Po raz pierwszy w zawodach rangi międzynarodowej pojawiła się w 1986, startując na mistrzostwach świata juniorów w Bad Kleinkirchheim, gdzie była dziesiąta w zjeździe i dwudziesta w gigancie. Podczas rozgrywanych rok później mistrzostw świata juniorów w Sälen/Hemsedal zajęła dwunaste miejsce w zjeździe.
W zawodach Pucharu Świata zadebiutowała 2 grudnia 1990 w Valzoldana, zajmując piętnaste miejsce w slalomie. Tym samym już w swoim debiucie wywalczyła pierwsze pucharowe punkty. Na podium zawodów PŚ po raz pierwszy stanęła 4 stycznia 1997 w Mariborze, kończą slalom na trzeciej pozycji. W zawodach tych wyprzedziły ją jedynie Szwedka Pernilla Wiberg i Urška Hrovat ze Słowenii. Łącznie cztery razy stawała na podium, odnosząc jedno zwycięstwo – 16 marca 1997 w Vail była pierwsza w slalomie. Najlepsze wyniki osiągnęła w sezonie 1996/1997, kiedy to w klasyfikacji generalnej zajęła 17. miejsce, a w klasyfikacji slalomu była czwarta.
Na mistrzostwach świata w Sestriere w 1997 wywalczyła srebrny medal w slalomie. Rozdzieliła tam na podium swą rodaczkę Deborah Compagnoni i Karin Roten ze Szwajcarii. Był to jej jedyny medal na międzynarodowej imprezie tej rangi. Była też między innymi szesnasta w gigancie podczas mistrzostw świata w Morioce w 1993. Rok wcześniej wystąpiła na igrzyskach olimpijskich w Albertville, gdzie nie ukończyła giganta, a w slalomie była dwunasta. Na rozgrywanych dwa lata później igrzyskach olimpijskich w Lillehammer jej najlepszym wynikiem było siódme miejsce w gigancie. Brała też udział w igrzyskach olimpijskich w Nagano w 1998, zajmując piętnastą pozycję w slalomie.
W 2000 zakończyła karierę sportową. Została następnie działaczką sportową, pełniąc różne funkcje w strukturze Włoskiego Związku Sportów Zimowych oraz włoskiego komitetu olimpijskiego CONI. Zajęła się także działalnością szkoleniową, specjalizując się w trenowaniu osób niepełnosprawnych. W 2013 została wybrana na radną regionu Lombardia. W 2018 jako kandydatka partii Bracia Włosi weszła w skład Senatu XVIII kadencji. Zrezygnowała w tym samym roku z mandatu w związku z objęciem we władzach Lombardii stanowiska asesora odpowiedzialnego m.in. za turystykę. Od 2023 była natomiast podsekretarzem stanu w administracji regionalnej (do spraw sportu i młodzieży). W 2024 uzyskała mandat posłanki do Europarlamentu X kadencji.

## Osiągnięcia

### Igrzyska olimpijskie
| Miejsce | Dzień     | Rok  | Miejscowość | Konkurencja | Czas biegu | Strata | Zwyciężczyni       |
| ------- | --------- | ---- | ----------- | ----------- | ---------- | ------ | ------------------ |
| DNF2    | 19 lutego | 1992 | Albertville | Gigant      | 2:12,74    | –      | Pernilla Wiberg    |
| DNF1    | 20 lutego | 1992 | Albertville | Slalom      | 1:32,68    | +2,32  | Petra Kronberger   |
| 7.      | 24 lutego | 1994 | Lillehammer | Gigant      | 2:30,97    | +3,70  | Deborah Compagnoni |
| 16.     | 26 lutego | 1994 | Lillehammer | Slalom      | 1:56,01    | +4,00  | Vreni Schneider    |
| 15.     | 19 lutego | 1998 | Nagano      | Slalom      | 1:32,40    | +4,23  | Hilde Gerg         |

### Mistrzostwa świata
| Miejsce | Dzień     | Rok  | Miejscowość       | Konkurencja | Czas biegu | Strata | Zwyciężczyni       |
| ------- | --------- | ---- | ----------------- | ----------- | ---------- | ------ | ------------------ |
| DNF2    | 1 lutego  | 1991 | Saalbach          | Slalom      | 1:25,90    | –      | Vreni Schneider    |
| 28.     | 2 lutego  | 1991 | Saalbach          | Gigant      | 2:07,45    | +5,39  | Pernilla Wiberg    |
| 20.     | 9 lutego  | 1993 | Morioka           | Slalom      | 1:27,66    | +3,95  | Karin Buder        |
| 16.     | 10 lutego | 1993 | Morioka           | Gigant      | 2:17,59    | +4,01  | Carole Merle       |
| 2.      | 5 lutego  | 1997 | Sestriere         | Slalom      | 1:43,88    | +1,27  | Deborah Compagnoni |
| 25.     | 13 lutego | 1999 | Vail/Beaver Creek | Slalom      | 1:33,97    | +3,45  | Zali Steggall      |

### Mistrzostwa świata juniorów
| Miejsce | Dzień     | Rok  | Miejscowość        | Konkurencja | Czas biegu | Strata | Zwyciężczyni       |
| ------- | --------- | ---- | ------------------ | ----------- | ---------- | ------ | ------------------ |
| 10.     | 20 lutego | 1986 | Bad Kleinkirchheim | Zjazd       | 1:40,93    | +2,67  | Hilary Lindh       |
| 20.     | 21 lutego | 1986 | Bad Kleinkirchheim | Gigant      | 2:06,61    | +4,55  | Lucia Medzihradská |
| 12.     | 26 marca  | 1987 | Hemsedal           | Zjazd       | 1:29,50    | +3,18  | Marika Daxer       |

### Puchar Świata

#### Miejsca w klasyfikacji generalnej
- sezon 1990/1991: 87.
- sezon 1991/1992: 40.
- sezon 1992/1993: 44.
- sezon 1993/1994: 33.
- sezon 1994/1995: 97.
- sezon 1995/1996: 59.
- sezon 1996/1997: 17.
- sezon 1997/1998: 40.
- sezon 1998/1999: 53.
- sezon 1999/2000: 111.

#### Miejsca na podium w zawodach
1. Maribor – 4 stycznia 1997 (slalom) – 3. miejsce
2. Laax – 2 lutego 1997 (slalom) – 3. miejsce
3. Mammoth Mountain – 7 marca 1997 (slalom) – 2. miejsce
4. Vail – 16 marca 1997 (slalom) – 1. miejsce